# Wiener Schule der Kunstgeschichte
Wiener Schule der Kunstgeschichte ist ein Sammelbegriff für die an der Universität Wien entwickelten fundamentalen kunsthistorischen Methoden. Es handelt sich um eine über mehrere Generationen reichende wissenschaftliche Evolution, wobei eine Reihe Gelehrter jeweils auf den Erkenntnissen ihrer Vorgänger aufbaute und sie weiterentwickelte. Wesentliche Elemente davon wurden grundlegend für die gesamte moderne Kunstwissenschaft, wenngleich die einzelnen Methodenentwürfe heute keine uneingeschränkte Gültigkeit mehr haben.
Ein charakteristischer Zug ist das Bemühen um Ausgewogenheit von Theorie und Praxis. Fast alle bedeutenden Repräsentanten der Wiener Schule waren bestrebt, die akademische Laufbahn als Universitätslehrer mit der konservatorischen Tätigkeit in Museum und Denkmalpflege zu vereinen.
Der Begriff „Wiener kunsthistorische Schule“ wurde erstmals von Otto Benesch 1920 verwendet und erlangte durch Julius von Schlossers wissenschaftsgeschichtliche Abhandlung von 1934 allgemeine Verbreitung. Im folgenden Abschnitt werden die wichtigsten Vertreter erwähnt.

## Geschichte

### Pragmatische Kunstgeschichte
Als „Stammvater“ der Wiener Schule gilt Rudolf Eitelberger, der sich in den Jahren des Vormärz im privaten Rahmen eine profunde Kunstkennerschaft erworben hatte und 1852 als erster Professor für Kunstgeschichte an die Universität Wien berufen wurde. Sein Anliegen war, die seinerzeit übliche ästhetische Kunstbetrachtung durch historische Fakten zu objektivieren. Die kunsthistorische Forschung betrachtete er als Voraussetzung zur Hebung des Geschmacks und zur Verbesserung des zeitgenössischen Kunstschaffens. Mit dieser zweckorientierten Einstellung wurde er zu einem der maßgeblichen Protagonisten des Historismus in Österreich.
Der erste Absolvent des neuen Kunstgeschichtsstudiums bei Eitelberger war Moritz Thausing, der 1879 selbst zum zweiten Ordinarius bestellt wurde. Er setzte den entscheidenden Schritt über seinen Lehrer hinaus in Richtung auf eine autonome, zweckfreie Wissenschaft und forderte die vollständige Trennung von Kunstgeschichte und Ästhetik.

### Formalistische Kunstgeschichte
Thausings Schüler Franz Wickhoff (Professur 1891) und Alois Riegl (Professur 1897) erfüllten dieses Postulat, indem sie Methoden der vergleichenden Stilanalyse entwarfen und jegliches persönliche Geschmacksurteil auszuschalten trachteten. So gelangten beide zu einer Neubewertung der Spätantike, die bis dahin als Verfallsepoche geringgeschätzt worden war. Namentlich Riegl als erklärter Anhänger des Positivismus konzentrierte sich auf den rein formalen Bestand des Kunstwerkes und lehnte jede inhaltliche Auseinandersetzung als metaphysische Spekulation ab.

### Idealistische Kunstgeschichte
Nach dem frühen Tod Riegls und Wickhoffs wurde eine der beiden kunsthistorischen Lehrkanzeln 1909 mit Max Dvořák besetzt, der zunächst die Tradition seiner Vorgänger fortsetzte. Allmählich wandte sich Dvořáks Interesse aber den inhaltlichen Belangen des Kunstschaffens zu – also gerade dem, was für Riegl nicht Gegenstand der Kunstgeschichte gewesen war. Unter dem Eindruck des zeitgenössischen Expressionismus gewann Dvořák ein tiefes Verständnis für die unklassische Gestaltungsweise des Manierismus. Dvořáks idealistische Methode, die später mit dem Terminus „Kunstgeschichte als Geistesgeschichte“ belegt wurde, fand in Hans Tietze und Otto Benesch ihre engagiertesten Verfechter.

### Strukturalistische Kunstgeschichte
Auch Max Dvořák starb früh, und 1922 trat Julius von Schlosser dessen Nachfolge an. Schlosser verkörperte den Typus des klassisch-humanistischen Gelehrten und hegte zeitlebens eine Vorliebe für die Kunst und Kultur Italiens. Er war eng befreundet mit dem italienischen Philosophen Benedetto Croce und dem Münchner Romanisten Karl Vossler, unter deren Einfluss er eine kunsthistorische Methode in Anlehnung an sprachwissenschaftliche Modelle entwickelte. Von der „Stilgeschichte“ des genialen Künstlers und seiner singulären Schöpfung unterschied er eine „Sprachgeschichte“ der bildenden Kunst, die das breite Spektrum des bildnerischen Schaffens umfasst. Aus Schlossers Schule gingen neben Ernst Kris Hans Sedlmayr, Otto Pächt und Ernst H. Gombrich hervor, die in den dreißiger Jahren des zwanzigsten Jahrhunderts den kunstwissenschaftlichen Strukturalismus begründeten; Meyer Schapiro prägte dafür den Begriff „Neue Wiener Schule“.

### Ideologische Kunstgeschichte
Eine Sonderstellung nimmt Josef Strzygowski ein, der 1909 gleichzeitig mit Max Dvořák auf den zweiten Lehrstuhl berufen worden war. Er war ein Gegner der traditionellen Geschichtsauffassung und vertrat eine antiklassische, antihumanistische und antiklerikale Einstellung. Entgegen dem geläufigen, auf das antike Rom und Hellas bezogenen Geschichtsbild richtete er sein Interesse auf den Orient und meinte, dort die Spuren eines ursprünglichen „nordischen“ Wesens zu entdecken, das den Gewalten des mediterranen Machtstrebens unterlegen war. Mit diesen eigenwilligen Ansichten befand er sich im Gegensatz zum „orthodoxen“ Zweig der Wiener Schule, insbesondere zum „Erzhumanisten“ Schlosser, der seinerseits Strzygowski als „Attila der Kunstgeschichte“ verfemte. Es kam zur völligen, auch räumlichen Trennung, so dass fortan zwei kunsthistorische Institute nebeneinander existierten. Da auch die Methoden seiner Gegner Strzygowskis Ansprüche nicht erfüllen konnten, konstruierte er eine streng tabellarisch aufgebaute „Planforschung“, die absolute Objektivität garantieren sollte, aus heutiger Sicht freilich unpraktikabel ist und lediglich der Untermauerung seiner Theorien diente. Strzygowskis Weltanschauung nahm zusehends skurrilere, rassistische Züge an und näherte sich der nationalsozialistischen Ideologie. Dennoch wurde sein Institut 1933 mit seiner Emeritierung geschlossen. Heute wird ihm das Verdienst zugestanden, die Grenzen der abendländischen Kunstgeschichte erweitert und für außereuropäische Kulturen geöffnet zu haben. Und seine Wertschätzung abstrakter Kunst – die er als spezifisch „nordische“ Qualität verstand – enthält Ansätze zu einer kunstwissenschaftlichen Auseinandersetzung mit der Moderne. Trotz immer noch bestehender Vorbehalte hat Strzygowski heute auch seinen angemessenen Platz im Kreis der Wiener Schule.

### Synthese
Die Zeit des Nationalsozialismus bedeutete eine Zäsur für die Wiener Schule. Zahlreiche Gelehrte mussten emigrieren und kamen in Kontakt mit den wissenschaftlichen Gedanken anderer Nationen, insbesondere des angloamerikanischen Raumes. Als deklarierter Nationalsozialist führte Hans Sedlmayr das Institut weiter und stand bei Kriegsende auch vor dem Ende seiner Karriere auf Wiener Boden. 1946 übernahm Karl Maria Swoboda die Leitung des Instituts, an dem sich nun eine Synthese der vordem rivalisierenden Schulen Schlossers und Strzygowskis – freilich fern von dessen ideologischer Intransigenz – herausbildete. 1963 wurden wieder zwei Ordinariate für Otto Pächt und Otto Demus geschaffen. Unter den beiden „Ottonen“ stieg Wien zum „Mekka der Mittelalterkunstgeschichte“ auf, aber auch der klassischen Moderne widmete sich mit Fritz Novotny ein Fachmann. Als jüngster, dem Erbe der Wiener Schule verpflichteter Gelehrter, der dieses individuell weiterentwickelte und für den wissenschaftlichen Umgang mit der Gegenwartskunst adaptierte, darf Werner Hofmann gelten.